# أندرو دبليو. كوبر
أندرو دبليو. كوبر (بالإنجليزية: Andrew W. Cooper)‏ هو صحفي وشخصية أعمال أمريكي، ولد في 21 أغسطس 1927 في بروكلين في الولايات المتحدة، وتوفي في 28 يناير 2002 بسبب سكتة.